# Eurema alitha
Eurema alitha is een vlinder uit de familie van de witjes (Pieridae), onderfamilie Coliadinae.
De wetenschappelijke naam van de soort werd in 1862 gepubliceerd door C. & R. Felder.

## Ondersoorten
- Eurema alitha alitha Filipijnen
- Eurema alitha lorquini (C. & R. Felder, 1865) Zuid-Sulawesi
  - = Terias lorquinii C. & R. Felder, 1865
- Eurema alitha zita (C. & R. Felder, 1865) Sulawesi, Banggai
  - = Terias zita C. & R. Felder, 1865
  - = Terias zama C. & R. Felder, 1865
- Eurema alitha gradiens (Butler, 1886) Noord-Borneo
  - = Terias gradiens Butler, 1886
- Eurema alitha bidens (Butler, 1886) Sumatra
  - = Terias bidens Butler, 1886
  - = Terias latilimbata Butler, 1886
  - = Terias hecabe borneensis Fruhstorfer, 1910
- Eurema alitha djampeana Fruhstorfer, 1908 Tanahdjampea
- Eurema alitha sangira Fruhstorfer, 1910 Sangihe
  - = Talitha sangira Fruhstorfer, 1910
- Eurema alitha sankapura (Fruhstorfer, 1910) Bawean
  - = Eurema hecabe suava Talbot, 1943
- Eurema alitha chemus (Fruhstorfer, 1910) Alor
- Eurema alitha jalendra (Fruhstorfer, 1910) Palawan
  - = Eurema alitha hondai Morishita, 1973
- Eurema alitha samarana Fruhstorfer, 1910 Filipijnen (Samar)
- Eurema alitha garama Fruhstorfer, 1910
- Eurema alitha sanama (Fruhstorfer, 1913) Sula Is.
  - = Terias alitha sanama Fruhstorfer, 1913
- Eurema alitha bozonia (Fruhstorfer, 1913) Jolo
  - = Terias alitha bozonia Fruhstorfer, 1913
- Eurema alitha gunjii Shirôzu & Yata, 1981 Ceram
- Eurema alitha halmaherana Shirôzu & Yata, 1981 Halmahera
- Eurema alitha novaguineensis Shirôzu & Yata, 1982 Papua